# Lovetune for Vacuum
Lovetune for Vacuum je první studiové album rakouské hudebnice Soap&Skin (vl. jménem Anja Plaschg). Vydáno bylo v dubnu roku 2009 společností PIAS Recordings. Plaschg album nahrála v letech 2004 až 2008 a je jeho producentkou. Server musicOMH desku zařadil na 38. příčku žebříčku padesáti nejlepších alb roku 2009.

## Seznam skladeb
1. Sleep - 2:44
2. Cry Wolf - 3:48
3. Thanatos - 2:34
4. Im Dorfe - 3:42 †
5. Extinguish Me - 2:38
6. Turbine Womb - 3:46
7. Cynthia - 2:57
8. Fall Foliage - 2:44
9. Spiracle - 2:50
10. Mr. Gaunt Pt 1000 - 2:27
11. Marche Funèbre - 2:59
12. The Sun - 3:14
13. Fleischwolf - 2:15
14. DDMMYYYY - 3:38
15. Brother of Sleep - 5:25

## Obsazení
- Soap&Skin – instrumentace, zpěv
- Martina Engel – viola
- Florian Eggner – violoncello
- Manfred Hofer – kontrabas